# توماس سكوت (لاعب كريكت)
توماس سكوت (بالإنجليزية: Thomas Scott)‏ (1766 - 5 نوفمبر 1799) هو لاعب كريكت بريطاني (وحمل سابقاً جنسية المملكة المتحدة لبريطانيا العظمى وأيرلندا ومملكة بريطانيا العظمى). لعب مع Hampshire county cricket teams ‏.